# Park Żastar w Astanie
Park Żastar – jeden z parków miejskich znajdujących się w Astanie. 

## Charakterystyka
Park został otwarty 6 lipca 2005 roku. Znajduje się tuż za siedzibą KazMunayGaz i pomiędzy placem Dönggelek a Chan Szatyrem. Park zajmuje powierzchnię 14 hektarów; na jego terytorium znajdują się między innymi: lipy, świerki, sosny, brzozy, topole, wiązy i klony (łącznie w parku znajduje się około 3000 drzew). Jedno z drzew znajdujących się w parku zostało osobiście posadzone przez ówczesnego prezydenta Kazachstanu Nursułtana Nazarbajewa. W parku znajduje się wiele klombów i trawników, w jego centrum znajduje się fontanna ofiarowana przez rzeźbiarkę i zarazem wnuczkę Karola I Habsburga Gabriele von Habsburg. Oprócz tego w parku znajduje się stworzony z brązu posąg zakochanych i kilka ławek zakochanych.